# 吉波弘
吉波 弘（よしば ひろし）は、日本の言語学者。青山学院大学文学部教授。

## 概略
1974年に青山学院大学文学部英文学科卒業後、アメリカシアトルにあるワシントン大学大学院言語学科修士及び博士課程修了。青山学院大学文学部英米文学科専任講師や、マサチューセッツ工科大学言語学科客員研究員、オックスフォード大学ハートフォードカレッジ客員研究員、ワシントン大学言語学科客員研究員などを経て、現在青山学院大学文学部教授。日本音韻論学会、日本英語学会、アメリカ言語学会などに所属。普遍文法の一部としての人間言語の音韻体系の研究を専門とし、とりわけ発音・強勢・音調などに大きな影響を与える音韻の解明に着眼し、その普遍性と言語間の差異も研究対象とする。

## 著作
- 「日本語の音節機能と普遍性」英語の諸相：牧野勤教授定年記念論文集、英潮社、1998年
- 「日本語における母音素性の有標性とアクセントシフト」音韻研究第8号、開拓社、2005年